# Saison 2022-2023 des Cavaliers de Cleveland
La saison 2022-2023 des Cavaliers de Cleveland est la 53e saison de la franchise en NBA.

## Draft
| Tour | Choix | Joueur        | Poste | Nationalité | Provenance         |
| ---- | ----- | ------------- | ----- | ----------- | ------------------ |
| 1    | 14    | Ochai Agbaji  | G     | États-Unis  | Jayhawks du Kansas |
| 2    | 39    | Khalifa Diop  | C     | Sénégal     | Gran Canaria       |
| 2    | 49    | Isaiah Mobley | F     | États-Unis  | Trojans de l'USC   |
| 2    | 56    | Luke Travers  | G/F   | Australie   | Perth Wildcats     |

## Matchs

### Summer League
| Summer League Total: 3-2 |

| Match | Date match | Équipe      | Score   | Meilleur marqueur | Meilleur rebondeur | Meilleur passeur   | Lieux Spectateurs      | Série |
| ----- | ---------- | ----------- | ------- | ----------------- | ------------------ | ------------------ | ---------------------- | ----- |
| 1     | 8 juillet  | San Antonio | V 99-90 | RJ Nembhard (20)  | Mobley, Sylla (8)  | RJ Nembhard (5)    | Cox Pavilion 0         | 1 - 0 |
| 2     | 10 juillet | Denver      | D 76-84 | RJ Nembhard (19)  | Luke Travers (7)   | Agbaji, Mobley (3) | Cox Pavilion 0         | 1 - 1 |
| 3     | 13 juillet | Charlotte   | D 80-91 | Ochai Agbaji (24) | Isaiah Mobley (11) | RJ Nembhard (5)    | Cox Pavilion 0         | 1 - 2 |
| 4     | 14 juillet | Détroit     | V 82-79 | Cam Young (15)    | Ochai Agbaji (7)   | RJ Nembhard (4)    | Thomas & Mack Center 0 | 2 - 2 |
| 5     | 16 juillet | Atlanta     | V 94-90 | RJ Nembhard (16)  | Isaiah Mobley (10) | RJ Nembhard (6)    | Cox Pavilion 0         | 3 - 2 |

### Pré-saison
| Pré-saison Total: 1-3 (Domicile : 1-1; Extérieur : 0-2) |

| Match | Date match | Équipe         | Score     | Meilleur marqueur     | Meilleur rebondeur  | Meilleur passeur     | Lieux Spectateurs                 | Série |
| ----- | ---------- | -------------- | --------- | --------------------- | ------------------- | -------------------- | --------------------------------- | ----- |
| 1     | 5 octobre  | @ Philadelphie | D 112-113 | Donovan Mitchell (16) | Kevin Love (7)      | Donovan Mitchell (5) | Wells Fargo Center 19 793         | 0 - 1 |
| 2     | 10 octobre | Philadelphie   | D 97-113  | Jarrett Allen (19)    | Jarrett Allen (12)  | Darius Garland (7)   | Rocket Mortgage FieldHouse 13 648 | 0 - 2 |
| 3     | 12 octobre | Atlanta        | V 105-99  | Donovan Mitchell (24) | Mamadi Diakité (11) | Darius Garland (12)  | Rocket Mortgage FieldHouse 13 072 | 1 - 2 |
| 4     | 14 octobre | @ Orlando      | D 108-114 | Isaac Okoro (17)      | Cedi Osman (9)      | Trois joueurs (3)    | Amway Center 17 063               | 1 - 3 |

### Saison régulière
| Saison régulière Total: 51-31 (Domicile : 31-10; Extérieur : 20-21) |

| Match | Date match | Équipe     | Score          | Meilleur marqueur     | Meilleur rebondeur | Meilleur passeur     | Lieux Spectateurs                 | Série |
| ----- | ---------- | ---------- | -------------- | --------------------- | ------------------ | -------------------- | --------------------------------- | ----- |
| 1     | 19 octobre | @ Toronto  | D 105-108      | Donovan Mitchell (31) | Jarrett Allen (10) | Donovan Mitchell (9) | Scotiabank Arena 19 800           | 0 - 1 |
| 2     | 22 octobre | @ Chicago  | V 128-96       | Donovan Mitchell (32) | Kevin Love (12)    | LeVert, Mitchell (8) | United Center 21 089              | 1 - 1 |
| 3     | 23 octobre | Washington | V 117-107 (OT) | Donovan Mitchell (37) | Jarrett Allen (14) | LeVert, Mitchell (4) | Rocket Mortgage FieldHouse 19 432 | 2 - 1 |
| 4     | 26 octobre | Orlando    | V 103-92       | Evan Mobley (22)      | Jarrett Allen (16) | Donovan Mitchell (8) | Rocket Mortgage FieldHouse 0      | 3 - 1 |
| 5     | 28 octobre | @ Boston   | V 132-123 (OT) | LeVert, Mitchell (41) | Jarrett Allen (11) | Caris LeVert (7)     | TD Garden 19 156                  | 4 - 1 |
| 6     | 30 octobre | New York   | V 121-108      | Darius Garland (29)   | Jarrett Allen (14) | Darius Garland (12)  | Rocket Mortgage FieldHouse 19 432 | 5 - 1 |

| Match | Date match  | Équipe          | Score           | Meilleur marqueur      | Meilleur rebondeur | Meilleur passeur      | Lieux Spectateurs                 | Série  |
| ----- | ----------- | --------------- | --------------- | ---------------------- | ------------------ | --------------------- | --------------------------------- | ------ |
| 7     | 2 novembre  | Boston          | V 114-113 (OT)  | Jarrett Allen (13)     | Jarrett Allen (13) | Jarrett Allen (13)    | Rocket Mortgage FieldHouse 19 432 | 6 - 1  |
| 8     | 4 novembre  | @ Détroit       | V 112-88        | Jarrett Allen (23)     | Love, Mobley (8)   | Kevin Love (10)       | Little Caesars Arena 18 744       | 7 - 1  |
| 9     | 6 novembre  | @ L.A. Lakers   | V 114-100       | Donovan Mitchell (33)  | Jarrett Allen (11) | Darius Garland (7)    | Crypto.com Arena 18 997           | 8 - 1  |
| 10    | 7 novembre  | @ L.A. Clippers | D 117-119       | Donovan Mitchell (30)  | Jarrett Allen (20) | Darius Garland (12)   | Crypto.com Arena 16 516           | 8 - 2  |
| 11    | 9 novembre  | @ Sacramento    | D 120-127       | Donovan Mitchell (38)  | Caris LeVert (10)  | Darius Garland (8)    | Golden 1 Center 13 816            | 8 - 3  |
| 12    | 11 novembre | @ Golden State  | D 101-106       | Donovan Mitchell (29)  | Evan Mobley (13)   | Donovan Mitchell (9)  | Chase Center 18 064               | 8 - 4  |
| 13    | 13 novembre | Minnesota       | D 124-129       | Darius Garland (51)    | Evan Mobley (13)   | Darius Garland (6)    | Rocket Mortgage FieldHouse 19 432 | 8 - 5  |
| 14    | 16 novembre | @ Milwaukee     | D 98-113        | Garland, Mitchell (23) | Love, Mobley (7)   | Darius Garland (8)    | Fiserv Forum 17 341               | 8 - 6  |
| 15    | 18 novembre | Charlotte       | V 132-122 (2OT) | Darius Garland (41)    | Evan Mobley (18)   | Garland, Mitchell (6) | Rocket Mortgage FieldHouse 19 432 | 9 - 6  |
| 16    | 20 novembre | Miami           | V 113-87        | Darius Garland (25)    | Cedi Osman (12)    | Darius Garland (7)    | Rocket Mortgage FieldHouse 19 432 | 10 - 6 |
| 17    | 21 novembre | Atlanta         | V 114-102       | Donovan Mitchell (29)  | Jarrett Allen (11) | Garland, Mitchell (9) | Rocket Mortgage FieldHouse 19 432 | 11 - 6 |
| 18    | 23 novembre | Portland        | V 114-96        | Donovan Mitchell (34)  | Jarrett Allen (13) | Darius Garland (12)   | Rocket Mortgage FieldHouse 19 432 | 12 - 6 |
| 19    | 25 novembre | @ Milwaukee     | D 102-117       | Donovan Mitchell (29)  | Dean Wade (12)     | Darius Garland (3)    | Fiserv Forum 17 447               | 12 - 7 |
| 20    | 27 novembre | @ Détroit       | V 102-94        | Donovan Mitchell (32)  | Evan Mobley (13)   | Darius Garland (10)   | Little Caesars Arena 18 240       | 13 - 7 |
| 21    | 28 novembre | @ Toronto       | D 88-100        | Garland, Mobley (18)   | Evan Mobley (15)   | Darius Garland (10)   | Scotiabank Arena 19 800           | 13 - 8 |
| 22    | 30 novembre | Philadelphie    | V 113-85        | Caris LeVert (22)      | Evan Mobley (8)    | Darius Garland (9)    | Rocket Mortgage FieldHouse 19 432 | 14 - 8 |

| Match | Date match  | Équipe        | Score         | Meilleur marqueur     | Meilleur rebondeur | Meilleur passeur     | Lieux Spectateurs                 | Série   |
| ----- | ----------- | ------------- | ------------- | --------------------- | ------------------ | -------------------- | --------------------------------- | ------- |
| 23    | 2 décembre  | Orlando       | V 107-96      | Donovan Mitchell (34) | Evan Mobley (13)   | Darius Garland (6)   | Rocket Mortgage FieldHouse 19 432 | 15 - 8  |
| 24    | 4 décembre  | @ New York    | D 81-92       | Donovan Mitchell (23) | Evan Mobley (10)   | Donovan Mitchell (5) | Madison Square Garden 19 007      | 15 - 9  |
| 25    | 6 décembre  | L.A. Lakers   | V 116-102     | Donovan Mitchell (43) | Evan Mobley (12)   | Darius Garland (11)  | Rocket Mortgage FieldHouse 19 432 | 16 - 9  |
| 26    | 9 décembre  | Sacramento    | D 95-106      | Caris LeVert (22)     | Allen, Stevens (8) | Garland, LeVert (6)  | Rocket Mortgage FieldHouse 19 432 | 16 - 10 |
| 27    | 10 décembre | Oklahoma City | V 110-102     | Caris LeVert (22)     | Evan Mobley (12)   | Darius Garland (8)   | Rocket Mortgage FieldHouse 19 432 | 17 - 10 |
| 28    | 12 décembre | @ San Antonio | D 111-112     | Donovan Mitchell (28) | Evan Mobley (13)   | Darius Garland (9)   | AT&T Center 13 434                | 17 - 11 |
| 29    | 14 décembre | @ Dallas      | V 105-90      | Donovan Mitchell (34) | Lamar Stevens (11) | Garland, Mobley (6)  | American Airlines Center 20 093   | 18 - 11 |
| 30    | 16 décembre | Indiana       | V 118-112     | Donovan Mitchell (41) | Evan Mobley (9)    | Darius Garland (10)  | Rocket Mortgage FieldHouse 19 432 | 19 - 11 |
| 31    | 17 décembre | Dallas        | V 100-99 (OT) | Donovan Mitchell (25) | Jarrett Allen (15) | Darius Garland (12)  | Rocket Mortgage FieldHouse 19 432 | 20 - 11 |
| 32    | 19 décembre | Utah          | V 122-99      | Donovan Mitchell (23) | Jarrett Allen (11) | Darius Garland (8)   | Rocket Mortgage FieldHouse 19 432 | 21 - 11 |
| 33    | 21 décembre | Milwaukee     | V 114-106     | Donovan Mitchell (36) | Kevin Love (9)     | Donovan Mitchell (6) | Rocket Mortgage FieldHouse 19 432 | 22 - 11 |
| 34    | 23 décembre | Toronto       | D 107-118     | Darius Garland (17)   | Evan Mobley (8)    | Darius Garland (8)   | Rocket Mortgage FieldHouse 19 432 | 22 - 12 |
| 35    | 26 décembre | Brooklyn      | D 117-125     | Darius Garland (46)   | Jarrett Allen (11) | Darius Garland (8)   | Rocket Mortgage FieldHouse 19 432 | 22 - 13 |
| 36    | 29 décembre | @ Indiana     | D 126-135     | Donovan Mitchell (28) | Jarrett Allen (14) | Darius Garland (8)   | Gainbridge Fieldhouse 17 274      | 22 - 14 |
| 37    | 31 décembre | @ Chicago     | V 103-102     | Caris LeVert (23)     | Jarrett Allen (10) | Donovan Mitchell (6) | United Center 21 524              | 23 - 14 |

| Match | Date match | Équipe              | Score          | Meilleur marqueur      | Meilleur rebondeur | Meilleur passeur      | Lieux Spectateurs                 | Série   |
| ----- | ---------- | ------------------- | -------------- | ---------------------- | ------------------ | --------------------- | --------------------------------- | ------- |
| 38    | 2 janvier  | Chicago             | V 145-134 (OT) | Donovan Mitchell (71)  | Kevin Love (17)    | Donovan Mitchell (11) | Rocket Mortgage FieldHouse 19 432 | 24 - 14 |
| 39    | 4 janvier  | Phoenix             | V 90-88        | Caris LeVert (21)      | Trois joueurs (8)  | Donovan Mitchell (9)  | Rocket Mortgage FieldHouse 19 432 | 25 - 14 |
| 40    | 6 janvier  | @ Denver            | D 108-121      | Caris LeVert (22)      | Allen, Mobley (9)  | Darius Garland (8)    | Ball Arena 19 638                 | 25 - 15 |
| 41    | 8 janvier  | @ Phoenix           | V 112-98       | Garland, Mitchell (22) | Jarrett Allen (12) | Garland, LeVert (7)   | Footprint Center 17 071           | 26 - 15 |
| 42    | 10 janvier | @ Utah              | D 114-116      | Donovan Mitchell (46)  | Kevin Love (9)     | Garland, Mitchell (6) | Vivint Smart Home Arena 18 206    | 26 - 16 |
| 43    | 12 janvier | @ Portland          | V 119-113      | Donovan Mitchell (26)  | Jarrett Allen (10) | Darius Garland (10)   | Moda Center 18 105                | 27 - 16 |
| 44    | 14 janvier | @ Minnesota         | D 102-110      | Allen, Mobley (19)     | Trois joueurs (8)  | Donovan Mitchell (6)  | Target Center 17 136              | 27 - 17 |
| 45    | 16 janvier | La Nouvelle-Orléans | V 113-103      | Darius Garland (30)    | Jarrett Allen (11) | Darius Garland (11)   | Rocket Mortgage FieldHouse 19 432 | 28 - 17 |
| 46    | 18 janvier | @ Memphis           | D 114-115      | Darius Garland (24)    | Evan Mobley (15)   | Darius Garland (14)   | FedExForum 16 892                 | 28 - 18 |
| 47    | 20 janvier | Golden State        | D 114-120      | Darius Garland (31)    | Jarrett Allen (8)  | Darius Garland (9)    | Rocket Mortgage FieldHouse 19 432 | 28 - 19 |
| 48    | 21 janvier | Milwaukee           | V 114-102      | Evan Mobley (38)       | Evan Mobley (9)    | Darius Garland (10)   | Rocket Mortgage FieldHouse 19 432 | 29 - 19 |
| 49    | 24 janvier | @ New York          | D 103-105      | Allen, Mitchell (24)   | Jarrett Allen (12) | Donovan Mitchell (8)  | Madison Square Garden 19 812      | 29 - 20 |
| 50    | 26 janvier | @ Houston           | V 113-95       | Darius Garland (26)    | Allen, Mobley (10) | Darius Garland (9)    | Toyota Center 16 327              | 30 - 20 |
| 51    | 27 janvier | @ Oklahoma City     | D 100-112      | Darius Garland (31)    | Evan Mobley (11)   | Darius Garland (13)   | Paycom Center 16 236              | 30 - 21 |
| 52    | 29 janvier | L.A. Clippers       | V 122-99       | Cedi Osman (29)        | Evan Mobley (9)    | Darius Garland (10)   | Rocket Mortgage FieldHouse 19 432 | 31 - 21 |
| 53    | 31 janvier | Miami               | D 97-100       | Evan Mobley (19)       | Jarrett Allen (11) | Donovan Mitchell (9)  | Rocket Mortgage FieldHouse 19 432 | 31 - 22 |

| Match                  | Date match | Équipe                | Score     | Meilleur marqueur     | Meilleur rebondeur   | Meilleur passeur      | Lieux Spectateurs                 | Série   |
| ---------------------- | ---------- | --------------------- | --------- | --------------------- | -------------------- | --------------------- | --------------------------------- | ------- |
| 54                     | 2 février  | Memphis               | V 128-113 | Darius Garland (32)   | Evan Mobley (14)     | Darius Garland (11)   | Rocket Mortgage FieldHouse 19 432 | 32 - 22 |
| 55                     | 5 février  | @ Indiana             | V 122-103 | Darius Garland (24)   | Jarrett Allen (13)   | Ricky Rubio (9)       | Gainbridge Fieldhouse 17 274      | 33 - 22 |
| 56                     | 6 février  | @ Washington          | V 114-91  | Allen, Garland (23)   | Allen, LeVert (8)    | Garland, Mitchell (5) | Capital One Arena 16 744          | 34 - 22 |
| 57                     | 8 février  | Détroit               | V 113-85  | Jarrett Allen (20)    | Jarrett Allen (16)   | Raul Togni Neto (8)   | Rocket Mortgage FieldHouse 19 432 | 35 - 22 |
| 58                     | 10 février | @ La Nouvelle-Orléans | V 118-107 | Donovan Mitchell (30) | Evan Mobley (13)     | Caris LeVert (9)      | Smoothie King Center 16 398       | 36 - 22 |
| 59                     | 11 février | Chicago               | V 97-89   | Donovan Mitchell (29) | Allen, Mitchell (10) | Darius Garland (7)    | Rocket Mortgage FieldHouse 19 432 | 37 - 22 |
| 60                     | 13 février | San Antonio           | V 117-109 | Donovan Mitchell (41) | Jarrett Allen (11)   | Donovan Mitchell (7)  | Rocket Mortgage FieldHouse 19 432 | 38 - 22 |
| 61                     | 15 février | @ Philadelphie        | D 112-118 | Donovan Mitchell (33) | Evan Mobley (9)      | Darius Garland (6)    | Wells Fargo Center 21 134         | 38 - 23 |
| NBA All-Star Game 2023 |            |                       |           |                       |                      |                       |                                   |         |
| 62                     | 23 février | Denver                | D 115-109 | Evan Mobley (31)      | Jarrett Allen (13)   | Caris LeVert (9)      | Rocket Mortgage FieldHouse 19 432 | 38 - 24 |
| 63                     | 24 février | @ Atlanta             | D 119-136 | Darius Garland (33)   | Jarrett Allen (9)    | Neto, Stevens (4)     | State Farm Arena 18 065           | 38 - 25 |
| 64                     | 26 février | Toronto               | V 118-93  | Donovan Mitchell (35) | Jarrett Allen (11)   | Darius Garland (11)   | Rocket Mortgage FieldHouse 19 432 | 39 - 25 |

| Match | Date match | Équipe       | Score          | Meilleur marqueur     | Meilleur rebondeur  | Meilleur passeur    | Lieux Spectateurs                 | Série   |
| ----- | ---------- | ------------ | -------------- | --------------------- | ------------------- | ------------------- | --------------------------------- | ------- |
| 65    | 1er mars   | @ Boston     | D 113-117      | Donovan Mitchell (44) | Evan Mobley (13)    | Darius Garland (9)  | TD Garden 19 156                  | 39 - 26 |
| 66    | 4 mars     | Détroit      | V 114-90       | Darius Garland (21)   | Evan Mobley (11)    | Darius Garland (7)  | Rocket Mortgage FieldHouse 19 432 | 40 - 26 |
| 67    | 6 mars     | Boston       | V 118-114 (OT) | Donovan Mitchell (40) | Evan Mobley (17)    | Darius Garland (12) | Rocket Mortgage FieldHouse 19 432 | 41 - 26 |
| 68    | 8 mars     | @ Miami      | V 104-100      | Darius Garland (25)   | Jarrett Allen (12)  | Darius Garland (7)  | Miami-Dade Arena 19 600           | 42 - 26 |
| 69    | 10 mars    | @ Miami      | D 115-119      | Donovan Mitchell (42) | Jarrett Allen (13)  | Ricky Rubio (8)     | Miami-Dade Arena 19 757           | 42 - 27 |
| 70    | 12 mars    | @ Charlotte  | V 114-108      | Darius Garland (28)   | Evan Mobley (9)     | Darius Garland (6)  | Spectrum Center 17 342            | 43 - 27 |
| 71    | 14 mars    | @ Charlotte  | V 120-104      | Evan Mobley (26)      | Evan Mobley (6)     | Garland, LeVert (7) | Spectrum Center 14 690            | 44 - 27 |
| 72    | 15 mars    | Philadelphie | D 109-118      | Caris LeVert (24)     | Evan Mobley (12)    | Caris LeVert (6)    | Rocket Mortgage FieldHouse 19 432 | 44 - 28 |
| 73    | 17 mars    | Washington   | V 117-94       | Darius Garland (24)   | Evan Mobley (8)     | Darius Garland (9)  | Rocket Mortgage FieldHouse 19 432 | 45 - 28 |
| 74    | 21 mars    | @ Brooklyn   | V 115-109      | Donovan Mitchell (31) | Jarrett Allen (14)  | Darius Garland (6)  | Barclays Center 17 732            | 46 - 28 |
| 75    | 23 mars    | @ Brooklyn   | V 116-114      | Donovan Mitchell (31) | Evan Mobley (16)    | Darius Garland (8)  | Barclays Center 17 732            | 47 - 28 |
| 76    | 26 mars    | Houston      | V 108-91       | Jarrett Allen (24)    | Jarrett Allen (14)  | Darius Garland (8)  | Rocket Mortgage FieldHouse 19 432 | 48 - 28 |
| 77    | 28 mars    | @ Atlanta    | D 118-120      | Donovan Mitchell (44) | Evan Mobley (15)    | Evan Mobley (6)     | State Farm Arena 17 748           | 48 - 29 |
| 78    | 31 mars    | New York     | D 116-130      | Donovan Mitchell (42) | Mobley, Stevens (7) | Darius Garland (9)  | Rocket Mortgage FieldHouse 19 432 | 48 - 30 |

| Match | Date match | Équipe    | Score     | Meilleur marqueur     | Meilleur rebondeur | Meilleur passeur    | Lieux Spectateurs                 | Série   |
| ----- | ---------- | --------- | --------- | --------------------- | ------------------ | ------------------- | --------------------------------- | ------- |
| 79    | 2 avril    | Indiana   | V 115-105 | Donovan Mitchell (40) | Evan Mobley (16)   | Darius Garland (6)  | Rocket Mortgage FieldHouse 19 432 | 49 - 30 |
| 80    | 4 avril    | @ Orlando | V 117-113 | Donovan Mitchell (43) | Allen, Mobley (7)  | Darius Garland (10) | Amway Center 19 449               | 50 - 30 |
| 81    | 6 avril    | @ Orlando | V 118-94  | Danny Green (21)      | Mamadi Diakité (8) | Raul Togni Neto (8) | Amway Center 19 235               | 51 - 30 |
| 82    | 9 avril    | Charlotte | D 95-106  | Sam Merrill (17)      | Jarrett Allen (6)  | Ricky Rubio (7)     | Rocket Mortgage FieldHouse 19 432 | 51 - 31 |

### Playoffs
| Playoffs Total: 1-4 (Domicile : 1-2; Extérieur : 0-2) |

| Match | Date match | Équipe     | Score    | Meilleur marqueur     | Meilleur rebondeur | Meilleur passeur      | Lieux Spectateurs                 | Série |
| ----- | ---------- | ---------- | -------- | --------------------- | ------------------ | --------------------- | --------------------------------- | ----- |
| 1     | 15 avril   | New York   | D 97-101 | Donovan Mitchell (38) | Jarrett Allen (14) | Donovan Mitchell (8)  | Rocket Mortgage FieldHouse 19 432 | 0 - 1 |
| 2     | 18 avril   | New York   | V 107-90 | Darius Garland (32)   | Evan Mobley (13)   | Donovan Mitchell (13) | Rocket Mortgage FieldHouse 19 432 | 1 - 1 |
| 3     | 21 avril   | @ New York | D 79-99  | Donovan Mitchell (22) | Evan Mobley (10)   | Donovan Mitchell (5)  | Madison Square Garden 19 812      | 1 - 2 |
| 4     | 23 avril   | @ New York | D 93-102 | Darius Garland (23)   | Caris LeVert (9)   | Darius Garland (10)   | Madison Square Garden 19 812      | 1 - 3 |
| 5     | 26 avril   | New York   | D 95-106 | Donovan Mitchell (28) | Evan Mobley (9)    | Donovan Mitchell (5)  | Rocket Mortgage FieldHouse 19 432 | 1 - 4 |

### Confrontations en saison régulière
| Conférence Est      | Conférence Est                              | Conférence Est                              | Conférence Est                              | Conférence Est                              | Conférence Ouest                            | Conférence Ouest                            | Conférence Ouest                            |
| Division Atlantique | Division Atlantique                         | Division Atlantique                         | Division Atlantique                         | Division Atlantique                         | Division Nord-Ouest                         | Division Nord-Ouest                         | Division Nord-Ouest                         |
| Équipe              | Domicile                                    | Domicile                                    | Extérieur                                   | Extérieur                                   | Équipe                                      | Domicile                                    | Extérieur                                   |
| ------------------- | ------------------------------------------- | ------------------------------------------- | ------------------------------------------- | ------------------------------------------- | ------------------------------------------- | ------------------------------------------- | ------------------------------------------- |
| Boston              | 114-113 (OT)                                | 118-114 (OT)                                | 132-123 (OT)                                | 113-117                                     | Denver                                      | 109-115                                     | 108-121                                     |
| Brooklyn            | 117-125                                     |                                             | 115-109                                     | 116-114                                     | Minnesota                                   | 124-129                                     | 102-110                                     |
| New York            | 121-108                                     | 116-130                                     | 81-92                                       | 103-105                                     | Oklahoma City                               | 110-102                                     | 100-112                                     |
| Philadelphie        | 113-85                                      | 109-118                                     | 112-118                                     |                                             | Portland                                    | 114-96                                      | 119-113                                     |
| Toronto             | 107-118                                     | 118-93                                      | 105-108                                     | 88-100                                      | Utah                                        | 122-99                                      | 114-116                                     |
| Division            | 8–10 (Domicile : 5-4; Extérieur : 3-6)      | 8–10 (Domicile : 5-4; Extérieur : 3-6)      | 8–10 (Domicile : 5-4; Extérieur : 3-6)      | 8–10 (Domicile : 5-4; Extérieur : 3-6)      | Division                                    | 4–6 (Domicile : 3-2; Extérieur : 1-4)       | 4–6 (Domicile : 3-2; Extérieur : 1-4)       |
| Division Centrale   | Division Centrale                           | Division Centrale                           | Division Centrale                           | Division Centrale                           | Division Pacifique                          | Division Pacifique                          | Division Pacifique                          |
| Équipe              | Domicile                                    | Domicile                                    | Extérieur                                   | Extérieur                                   | Équipe                                      | Domicile                                    | Extérieur                                   |
| Chicago             | 145-134 (OT)                                | 97-89                                       | 128-96                                      | 103-102                                     | Golden State                                | 114-120                                     | 101-106                                     |
|                     |                                             |                                             |                                             |                                             | L.A. Clippers                               | 122-99                                      | 117-119                                     |
| Détroit             | 113-85                                      | 114-90                                      | 112-88                                      | 102-94                                      | L.A. Lakers                                 | 116-102                                     | 114-100                                     |
| Indiana             | 118-112                                     | 115-105                                     | 126-135                                     | 122-103                                     | Phoenix                                     | 90-88                                       | 112-98                                      |
| Milwaukee           | 114-106                                     | 114-102                                     | 98-113                                      | 102-117                                     | Sacramento                                  | 95-106                                      | 120-127                                     |
| Division            | 13-3 (Domicile : 8-0; Extérieur : 5-3)      | 13-3 (Domicile : 8-0; Extérieur : 5-3)      | 13-3 (Domicile : 8-0; Extérieur : 5-3)      | 13-3 (Domicile : 8-0; Extérieur : 5-3)      | Division                                    | 5–5 (Domicile : 3-2; Extérieur : 2-3)       | 5–5 (Domicile : 3-2; Extérieur : 2-3)       |
| Division Sud-Est    | Division Sud-Est                            | Division Sud-Est                            | Division Sud-Est                            | Division Sud-Est                            | Division Sud-Ouest                          | Division Sud-Ouest                          | Division Sud-Ouest                          |
| Équipe              | Domicile                                    | Domicile                                    | Extérieur                                   | Extérieur                                   | Équipe                                      | Domicile                                    | Extérieur                                   |
| Atlanta             | 114-102                                     |                                             | 119-136                                     | 118-120                                     | Dallas                                      | 100-99 (OT)                                 | 105-90                                      |
| Charlotte           | 132-122 (2OT)                               | 95-106                                      | 114-108                                     | 120-104                                     | Houston                                     | 108-91                                      | 113-95                                      |
| Miami               | 113-87                                      | 97-100                                      | 104-100                                     | 115-119                                     | Memphis                                     | 128-113                                     | 114-115                                     |
| Orlando             | 103-92                                      | 107-95                                      | 117-113                                     | 118-94                                      | New Orleans                                 | 113-103                                     | 118-107                                     |
| Washington          | 117-107 (OT)                                | 117-94                                      | 114-91                                      |                                             | San Antonio                                 | 117-109                                     | 111-112                                     |
| Division            | 11–5 (Domicile : 7-2; Extérieur : 4-3)      | 11–5 (Domicile : 7-2; Extérieur : 4-3)      | 11–5 (Domicile : 7-2; Extérieur : 4-3)      | 11–5 (Domicile : 7-2; Extérieur : 4-3)      | Division                                    | 10–2 (Domicile : 5-0; Extérieur : 5-2)      | 10–2 (Domicile : 5-0; Extérieur : 5-2)      |
| Conférence          | 34–18 (Domicile : 20–6; Extérieur : 14–12)  | 34–18 (Domicile : 20–6; Extérieur : 14–12)  | 34–18 (Domicile : 20–6; Extérieur : 14–12)  | 34–18 (Domicile : 20–6; Extérieur : 14–12)  | Conférence                                  | 17–13 (Domicile : 11-4; Extérieur : 6–9)    | 17–13 (Domicile : 11-4; Extérieur : 6–9)    |
| Total               | 51–31 (Domicile : 31–10; Extérieur : 20–21) | 51–31 (Domicile : 31–10; Extérieur : 20–21) | 51–31 (Domicile : 31–10; Extérieur : 20–21) | 51–31 (Domicile : 31–10; Extérieur : 20–21) | 51–31 (Domicile : 31–10; Extérieur : 20–21) | 51–31 (Domicile : 31–10; Extérieur : 20–21) | 51–31 (Domicile : 31–10; Extérieur : 20–21) |

## Classements
| Conférence Est | Conférence Est             | Conférence Est | Conférence Est | Conférence Est | Conférence Est | Conférence Est | Conférence Est |
| No             | Franchise                  | Vic.           | Déf.           | MJ             | V/D            | GB             |                |
| -------------- | -------------------------- | -------------- | -------------- | -------------- | -------------- | -------------- | -------------- |
| 1              | z - Bucks de Milwaukee     | 58             | 24             | 82             | .707           | -              |                |
| 2              | y - Celtics de Boston      | 57             | 25             | 82             | .695           | 1              |                |
| 3              | x - 76ers de Philadelphie  | 54             | 28             | 82             | .659           | 4              |                |
| 4              | x - Cavaliers de Cleveland | 51             | 31             | 82             | .622           | 7              |                |
| 5              | x - Knicks de New York     | 47             | 35             | 82             | .573           | 11             |                |
| 6              | x - Nets de Brooklyn       | 45             | 37             | 82             | .549           | 13             |                |
|                |                            |                |                |                |                |                |                |
| 7              | x - Heat de Miami          | 44             | 38             | 82             | .537           | 14             |                |
| 8              | y - Hawks d'Atlanta        | 41             | 41             | 82             | .500           | 17             |                |
| 9              | pi - Raptors de Toronto    | 41             | 41             | 82             | .500           | 17             |                |
| 10             | pi - Bulls de Chicago      | 40             | 42             | 82             | .488           | 18             |                |
|                |                            |                |                |                |                |                |                |
| 11             | o - Pacers de l'Indiana    | 35             | 47             | 82             | .427           | 23             |                |
| 12             | o - Wizards de Washington  | 35             | 47             | 82             | .427           | 23             |                |
| 13             | o - Magic d'Orlando        | 34             | 48             | 82             | .415           | 24             |                |
| 14             | o - Hornets de Charlotte   | 27             | 55             | 82             | .329           | 31             |                |
| 15             | o - Pistons de Détroit     | 17             | 65             | 82             | .207           | 41             |                |

| Division Centrale          | V  | D  | MJ | V/D  | GB | Dom   | Ext   | Div  |
| -------------------------- | -- | -- | -- | ---- | -- | ----- | ----- | ---- |
| y - Bucks de Milwaukee     | 58 | 24 | 82 | .707 | –  | 32-9  | 26-15 | 11-5 |
| x - Cavaliers de Cleveland | 51 | 31 | 82 | .622 | 7  | 31-10 | 20-21 | 13-3 |
| pi - Bulls de Chicago      | 40 | 42 | 82 | .488 | 18 | 22-19 | 18-23 | 7-9  |
| o - Pacers de l'Indiana    | 35 | 47 | 82 | .427 | 23 | 20-21 | 15-26 | 7-9  |
| o - Pistons de Détroit     | 17 | 65 | 82 | .207 | 41 | 9-32  | 8-33  | 2-14 |